# دار ناصر (حورة)
'

تعديل مصدري - تعديل

دار ناصر هي إحدى قرى عزلة حوره بمديرية حورة التابعة لمحافظة حضرموت، بلغ تعداد سكانها 174 نسمة حسب تعداد اليمن لعام 2004.